# Birkin Tree
I Birkin Tree sono un gruppo musicale italiano specializzato in musica irlandese.

## Storia dei Birkin Tree
Fondati nel 1982 da Fabio Rinaudo e Daniele Caronna, i BIRKIN TREE hanno studiato con passione e serietà il repertorio della musica tradizionale irlandese con ripetuti soggiorni sull'isola. Nel corso degli anni il gruppo ha avuto modo di frequentare e suonare con alcuni importanti musicisti irlandesi fra i quali segnaliamo Martin Hayes, Cyril O'Donoghue, Mick O'Brien, The Chieftains; ha inoltre accompagnato nelle loro tournée italiane il celebre piper Liam O'Flynn e il duo Martin Hayes / Dennis Cahill.
I BIRKIN TREE hanno partecipato a trasmissioni televisive e radiofoniche per Rai, TeleMontecarlo, RTS Svizzera, Radio Capodistria, Telepiù, RTE (Radio Nazionale Irlandese), Radio Kerry e Radio Clare.
I BIRKIN TREE sono l'unico gruppo italiano ad avere compiuto due tournée ufficiali in Irlanda (1997 e 1998) partecipando a numerosi festival locali (Feakle, Glencolumbeille, Caberciveen, Granard, Keadue).
Il loro primo disco, Continental Reel, è stato pubblicato nel 1996, è stato giudicato miglior disco del biennio 95/97 dalla rivista italiana specializzata Folk Bulletin, con un notevole successo.

## Componenti
- Fabio Rinaudo (uilleann pipes, whistles)
- Michel Balatti (flauto traverso irlandese, whistles)
- Laura Torterolo (voce, chitarra)
- Luca Rapazzini (violino)
- Tom Stearn (voce, chitarra, bouzouki)

## EX Componenti
- Fabio Biale (violino, bodhrán)
- Claudio De Angeli (chitarra)
- Elena Buttiero (arpa)
- Daniele Caronna (violino, chitarra)
- Luigi Fazzo (Chitarre, Voce)
- Carlo Galantini (violino)
- Simone Sisani (Flauto)
- Giorgio Profetto (Chitarre, Voce)
- Devis Longo (Piano)

## Discografia

### Album
- Continental Reel (1996)
- A Cheap Present (1999)
- 3(Three) (2003)
- Virginia (2010)
- Five seasons (2019)
- 4.0 (2022)